# Stephan Weiland
Stephan Karl Maria Weiland (* 25. Dezember 1958 in Münster; † 19. März 2007 in Ulm) war ein deutscher Epidemiologe und Hochschullehrer.

## Werdegang
Weiland begann 1977 zunächst ein Physikstudium an der Ludwig-Maximilians-Universität München, ehe er 1978 nach Köln zog. An der Universität Köln wechselte er das Studienfach und studierte Medizin. Im Herbst 1985 wurde er als Arzt approbiert. Parallel zu seiner Assistenzzeit promovierte er über die Bedeutung des C-reaktiven Proteins für die Diagnostik entzündlicher Erkrankungen des Zentralnervensystems bei Säuglingen und Kindern.
Nach seiner Promotion verließ Weiland Deutschland und arbeitete für zwei Jahre in Kanada als Stipendiat des Deutschen Akademischen Austauschdienstes an der McGill University in Montréal. Dort machte er mit dem MSc einen weiteren Abschluss. Anschließend kehrte er 1990 in sein Heimatland zurück und gehörte als wissenschaftlicher Mitarbeiter zum Personal der Ruhr-Universität Bochum, wo er sich zum Experten für chronische Erkrankungen und deren Auswirkungen auf die psychische Gesundheit bei Kindern entwickelte.
Weiland ging 1993 an die Westfälische Wilhelms-Universität in Münster, an der er 1996 mit seiner Arbeit „Das Gesundheits- und Krebsrisiko von Beschäftigten der deutschen Kautschukindustrie: Ergebnisse einer Kohortenstudie zur Mortalität von 15.499 männlichen Beschäftigten in den Jahren 1981-1991“ habilitierte. Bereits im Frühjahr 1995 war er an der University of Massachusetts von der Abteilung für Biostatistik und Epidemiologie zum Adjunct Assistant Professor, zwei Jahre später zum Adjunct Associate Professor ernannt worden. 1999 übernahm er schließlich in Münster seine erste Dozentenstelle in Deutschland sowie die Leitung der Arbeitsgruppe Umweltepidemiologie. Zum 1. Januar 2002 folgte er einem Ruf der Universität Ulm, um dort den scheidenden Professor Hermann Brenner zu beerben und die Leitung der Abteilung Epidemiologie zu übernehmen.
Im Frühjahr 2007 verstarb Weiland überraschend, als der passionierte Sportler sich auf einen Triathlon vorbereitete. Im Andenken an ihn lobte die Deutsche Gesellschaft für Epidemiologie den nach ihm benannten Stephan-Weiland-Preis aus, mit dem Publikationen von Nachwuchsepidemiologen prämiert werden.

## Forschung und Lehre
Weiland zeichnete sich vor allem durch seine zahlreichen Studien und Gutachten u. a. für internationale Institutionen aus. Im Mittelpunkt seiner Arbeit als Epidemiologe stand die Untersuchung der Ausbreitung von Asthma und Allergien insbesondere von Kindern, wozu er an einer weitgefächerten internationalen Kohortenstudie unter dem Namen International Study of Asthma and Allergies in Childhood (ISAAC) teilnahm und deren Koordinator für Westeuropa er war. Auch die Europäische Union konsultierte ihn als Experten für „Environment and Health“.
In seiner Ulmer Zeit weitete er sein Studiengebiet auf Untersuchungen zur Lebenserwartung aus. Dazu kooperierte er mit dem aktuarwissenschaftlichen Forschungsteam an der dortigen Universität rund um Hans-Joachim Zwiesler.